# バイストン・ウェル
バイストン・ウェル (Byston Well) は、アニメ『聖戦士ダンバイン』、OVA『New Story of Aura Battler DUNBINE』、小説『リーンの翼』『オーラバトラー戦記』『ガーゼィの翼』など、富野由悠季原作による一連の作品群に登場する架空の異世界。「海と陸の間にあり、輪廻する魂の休息と修練の地」とされ、オーラ力という生体エネルギーによって支えられている。バイストン・ウェルに対して、我々の住む世界は「地上」「地上界」と呼ばれる。

## 名称
富野由悠季による造語。『聖戦士ダンバイン』から4年後の対談では「ウェル (well) 」=「井戸」であり、そこから「井戸のそば」という意味であると語っており、その原典はオスカー・ワイルドが子供向けに書いた『水の子』という作品に登場する「海と陸の境目にある世界」であったという。
後年にはもう少し具体的な言及があり、「by stone well」=「異世界に繋がる井戸」、「近くの石の井戸」（「物語を汲む」、「中に何かがいるかもしれない」の意図もある）の意味であるとインタビューで語っている。

## 世界
バイストン・ウェルの世界は3つに大別される。また、それぞれの世界がさらに3つに分類される。
ウォ・ランドン
天空に浮かぶ海。主にエ・フェラリオが住む。「オージ」「インテラン」「ワーラー・カーレン」に分けられる。
コモン界
中世ヨーロッパの地上に似た世界。主にコモンの人々が住む。「クスタンガ」「コモン」「フェンダ・パイル」に分けられる。ガソリンが存在しているが、内燃機関は開発されていない。
もちろん太陽も月も見えないが、昼と夜はある。この原理は不明であるが、夜には月のような青白く光る塊が見える場所がいくつかあり、これらは天空の深海魚の群れの集まりである。
ボッブ・レッス
地下の暗黒の世界。主にガロウ・ランが住む。「トゥム」「ネイザ・ラン」「ノム」に分けられる。
その他の設定
月刊『ニュータイプ』1985年6月号の特集「バイストン・ウェル物語」において、永野護は『重戦機エルガイム』の舞台であるペンタゴナ・ワールドは、ウォ・ランドンに隣接する世界であるとしている。また、バイストン・ウェルとペンタゴナを分ける時空にわずかな裂け目ができ、ペンタゴナ側のファティマ・ラキシスとオーラ・バトラー、インペリウムがバイストン・ウェルを見下ろすという設定のイラストが永野により描かれている。
また、同特集ではほかに、地上人がバイストン・ウェルへ落ちてゆくオーラ・ロードの最中に「宇宙の幻」を観るとされ、同頁にガンダムMk-IIとスペースコロニーのイラストが掲載されている。

## 住人
コモン
地上界の人間に酷似した容姿を持つバイストン・ウェルの人間。コモン界の主要種族。
フェラリオ
妖精のような存在で、未成熟なミ・フェラリオと成熟したエ・フェラリオ、さらに最上級のチ・フェラリオがいる。エ・フェラリオは書物による自己研鑽を旨としているが、ドレイクに囚われオーラロードを開かされたシルキー・マウは勉強嫌いであったとの言及が作中ジャコバ・アオンに仕えるエ・フェラリオによってされている。
ガロウ・ラン
超人的な身体能力を持つ闇の種族で中には妖術を使う者も存在するという。コモン界に身を置くガロウ・ランには、無法者として悪行に手を染めている者や金に忠義を尽くしスパイ活動などに従事している者がいる。
地上人（ちじょうびと）
地上界の人間。本来バイストン・ウェルには存在しないが、エ・フェラリオの開くオーラ・ロードにより呼びよせられた者が少数存在する。強いオーラ力（ちから）を持ち、オーラマシンを操ることができる。またそれらの者たちを聖戦士と呼ぶ国もある。
なおバイストン・ウェルでは一種のテレパシーにより異なる言語での会話でも意味が通じるため、バイストン・ウェルの住人や他国出身の地上人との会話に不自由は無く、『聖戦士ダンバイン』でオーラ・マシンを駆る者達が地上に放逐された際も、バイストン・ウェルで過ごした地上人を含めてその能力は維持されていた。

## 生物
バイストン・ウェルの世界では生物に対して強力な維持作用が働き、加えて太古より連綿と続いてきた交配と突然変異から地上では見ることのできない多種多様な動植物が存在している。特に大型で凶暴な甲殻獣は「恐獣＝バイストン・ウェル特有の恐竜」（「強獣」と書かれた資料もある）と呼ばれる。ただし、劇中での呼称は単に「怪獣」となっている。
エツ
ドレイク・ルフトやロムン・ギブンが杖として使っていた竹状の節を持つ棒状の小型甲殻獣。劇中ではドレイクの手元から離れ4枚の翅を使い飛びながら移動していることから、死骸を加工するのではなく生きたまま使用するようである（名前の由来は「杖＝つえ」の反対読みから）。
エルーガ
頭部に1本の短い角と首周りにエリマキ状のヒレ、さらには扇状の尻尾を持つ地上のヒキガエルに似た生物。
ガッター
標高の低い山脈や森林地帯に棲む肉食の甲殻獣。体長8～25メット、体重14～43ルフトン。縄張り意識が非常に強いため、通常は1頭で行動しズバイグを主食としている。ほぼ全身に渡って強固な甲羅で覆われており、その甲羅を加工してオーラ・マシンの装甲材に用いている。また、肉は食用になる。個体数が多かった事もあり、量産型オーラ・バトラーであるドラムロの材料として乱獲された。劇中ではラース・ワウで催された園遊会の余興として登場し、バーン・バニングスの乗るドラムロに喉の柔らかい部位を刺し貫かれ殺された。なお、一部資料ではガッダーと記載されているものもあるが誤りである。
キマイ・ラグ
カラカラ山岳地帯のグリーン・フォッグなどに生息しオーラ・マシンの装甲やオーラ・マルス（筋繊維）の素材として重宝されている大型の甲殻獣。体長25～50メット、体重38～67ルフトン。その外殻は、研磨・加工することでマジックミラーのようにもなるため、オーラ・バトラーのコクピット用の素材としても多く使われているが、硬度自体は他の甲殻獣と比べ低いといわれている。他にも腿肉は食用、爪は装飾品など捨てる部位がほとんどないほどの有用性もあって、オーラ・マシンによる大戦期には乱獲の対象となり、個体数の激減を招いた。
ギャラウー
体長は27メットから、大きい個体では50メット以上にもおよぶ超大型の猛禽類。体重40～80ルフトン。ドレイク領内のフォッグ・ゾーンなどに生息し、獲物を捕らえるための巨大な鉤爪はオーラ・シップやウイング・キャリバーの着陸脚として利用されている。常食は主にユニコン・ウーだがコモンやフェラリオを襲うこともある。
ゲシュタル
陸棲の腔腸（刺胞）動物で、ゲシュタルの谷と呼ばれる荒地の岩肌などに着生している。外観は地上のイソギンチャクに似ており、体長よりも長い無数の触手を使って捕食する。
ズ・バダ
地上で絶滅したドードー鳥に似た容姿を持つ大怪鳥。体長5～9メット、体重10～27ルフトン。主な生息地はボンヤー山で、鋭い爪と嘴を持っているが翼は退化しているため、飛ぶことはできない。第19話ではパットフット、エレ・ハンム母子を襲っているところを突然現れた（地上から帰還した）ショウ・ザマのダンバインによって撃退されている。
ズバイグ
ボンヤー山麓に生息する巨大な陸棲ガメ。体長6～10メット、体重20～35ルフトン。地上のカメ同様、性格は温厚で動作も緩慢なことから容易に捕獲可能なのだが、その特異な形状をした甲羅は硬すぎて加工が困難なため、オーラ・マシン用の素材としては使われていない。
ニカ
生きた装身具（ポシェット）として利用される小型の有袋類。第4話でリムル・ルフトが新型オーラ増幅器の設計図をこれに入れニー・ギブンに渡そうとした。
ホタル（妖精ホタル）
地上にも生息する昆虫の一種だが、バイストン・ウェルのホタルはさらに強い光を発する。また、種類によって発光する光の色が異なるため、これを瓶やカプセルなどに詰め携行し、必要時に信号弾のような通信手段として使われる。
ボンレス
マウンテン・ボンレスに生息する夜行性の軟体動物で、樹上に潜み滑空しながら8本の触手で獲物に吸い付き吸盤状の口で体液を吸引することから吸血獣の名で呼ばれる。危険な生物ではあるものの食用として用いることも可能で、第4話でラース・ワウを脱出したショウ・ザマがゼラーナで口にしたのもボンレスの肉である。
目玉虫
人間の眼球に似た頭部（感覚器官といわれている）を持つ棘皮動物でバイストン・ウェルでも希少な生物。体長1～2メット。レッド・ザットと呼ばれる「嵐の玉」の砂漠に多く生息しており、見た目はグロテスクだが危険性はあまりない。
ユニコン・ウー
頑強な四肢と額に1本の角を持った地上の馬に似た生物。バイストン・ウェルにおける最もポピュラーな移動手段である他、軍馬としても広く使われている。なお、バイストン・ウェルには地上の馬と何ら変わらない外観を持つ生物も存在するが、個体数が少ないのかユニコンほど頻繁に目にすることはない。また、第8話で農作業に使役されていた農耕用ユニコンは通常種と比べ四肢が短く体型も寸胴であることから品種改良されたものと思われる（設定画での名称は「農耕用ユニコーン」と、ユニコンではなくユニコーンと書かれている）。
ルグウ
異空間「嵐の玉」の内部にあるレッド・ザットに生息する恐獣。体長32～45メット、体重39～52ルフトン。性格は極めて凶暴で動くものは何でも食するといわれているが、劇中ではガロウ・ランの頭目シンドロに飼い慣らされていた。地上のアリクイを思わせる細長い頭部が特徴で、長く伸びる強靭な舌を使って獲物を捕らえる。また、全身の外皮は弾力のあるゴム質状になっており、通常の剣による物理攻撃ではほとんど効果がないため、トッド・ギネスはビアレスの剣にオーラ力を集中させ討ち取っている。